# Patentový troll
Patentový troll je pejorativní označení firmy nebo osoby, která využívá nedostatků patentového práva za účelem finančního zisku. Patentový troll si registruje nebo kupuje patenty od jiných subjektů na různá řešení, včetně těch, která již byla známá a populární, ale na která si nikdo dříve nedělal nárok. Poté požaduje (obvykle soudně) odpovídající peněžní náhradu za údajné porušení těchto patentů v minulosti a licenční poplatky za budoucí používání těchto řešení.
Existuje početná skupina patentových trollů, kteří tímto způsobem získávají své příjmy, a jejich činnost se od roku 1990 zintenzivnila, zejména v rychle se rozvíjejícím odvětví informačních technologií (počítače, software, telekomunikace), které nebylo následováno odpovídajícími právními předpisy. Činnost patentových trollů je namířena především proti velkým korporacím, protože od nich mohou získat obrovské částky na odškodném a licenčních poplatcích. Po roce 2007 se tento jev stal v USA natolik závažným problémem, že americký Senát začal pracovat na zvláštním zákoně o patentové reformě, jehož cílem je změnit stávající zákony tak, aby ztížily žaloby proti porušení patentů. Skupina velkých IT společností, jako jsou Google, Cisco Systems a Hewlett-Packard, založila organizaci Allied Security Trust, která odkupuje patentová práva, aby zabránila jejich převzetí patentovými trolly.
Patentoví trollové jsou aktivní i v Evropě, i když ve výrazně menší míře než ve Spojených státech. Ke zneužití jsou zvláště vhodné softwarové patenty a další triviální patenty. Kritici jsou proto znepokojeni vývojem v rámci EU ohledně Evropského patentového úřadu a nízké daně z příjmu z patentů ve výši 10 % v Nizozemsku, která podle nich vyvolává další aktivity patentových trollů.
Termín „patentový troll“ poprvé veřejně použil v 90. letech 20. století tehdejší právník společnosti Intel Peter Detkin, který jej poté, co jako spoluzakladatel společnosti Intellectual Ventures změnil stranu, relativizoval jako „žalobce, kterého nemám rád“. Termín „troll“ však nevytvořil Detkin, ale jeho kolegyně Anne Gundelfingerová. Poté, co společnost Intel zažalovala jedna ze stran sporu za urážku na cti, protože použila výraz patentový vyděrač, hledalo právní oddělení společnosti Intel termín, který by nebyl žalovatelný, pro stále častěji se vyskytující společnosti a jednotlivce, kteří se specializují na využívání patentů, aniž by sami prodávali výrobky na trhu. Společnost uspořádala interní soutěž, v níž zvítězil návrh Gundelfingerové Troll.